# Генерал-полковник (Азербайджан)
Генерал-полковник (азерб. General-polkovnik) — высший военное звание, присваиваемое в азербайджанских вооруженных силах и государственных органах. Оно делится на две основные категории: военное и специальное звание. Несмотря на то что оно ниже звания Генерал армии, генерал-полковник является самым высоким званием, присуждаемым в азербайджанских Вооруженных силах и таможенных органах. Звание генерал-полковник присваивается Президентом Азербайджанской Республики, в основном руководителям военных формирований и государственных органов.

## История
В период СССР звание генерал-полковник было учреждено 7 мая 1940 года и присваивалось высшему командному составу Красной Армии. Во время Великой Отечественной войны и в последующие годы это звание было разделено на различные категории и присваивалось лицам в союзных республиках, включая Азербайджанскую ССР, по решению Совета министров СССР. В период СССР это звание получил только один азербайджанец — Тофик Агагусейнов. Он также удерживал это звание в период независимости.
После того как Азербайджан в 1991 году стал независимым государством, президент Азербайджанской Республики начал присваивать звание генерал-полковник. В независимом Азербайджане 25 мая 1998 года звание было присвоено министру обороны Сафару Абиеву. Первым генерал-полковником таможенной службы стал Кямаледдин Гейдаров, который получил это звание 17 января 2002 года. Камаледдин Гейдаров стал единственным человеком, получившим как специальное, так и военное (6 февраля 2006 год) звание генерал-полковника.

## Классификация
Согласно «Правилам соответствия специализированных степеней военных, дипломатических и специальных званий» на основании которых звание генерал-полковник соответствует высшему военному званию адмирала в Военно-морском флоте, званию I класса государственного советника в прокуратуре и органах юстиции, I класса государственного советника в миграционных органах, I класса государственного советника в налоговых органах, высшему специальному званию чрезвычайного и полномочного посла в дипломатической службе, а также специализированному званию I категории государственного советника в государственной службе.
В Азербайджане звание генерал-полковник в военных формированиях и государственных органах классифицируется следующим образом:
- В Азербайджанской армии и других вооруженных формированиях — высшее военное звание генерал-полковник;
- В таможенных органах — специализированное высшее звание генерал-полковник таможенной службы;
- В органах внутренних дел — специализированное высшее звание генерал-полковник полиции;
- В органах юстиции — специализированное высшее звание генерал-полковник юстиции.

Дополнительно, в органах внутренних дел также существовало высшее специализированное звание генерал-полковник внутренней службы. Однако после создания Министерства чрезвычайных ситуаций Азербайджанской Республики 10 октября 2006 года это звание было упразднено.

## Знаки различия

### Погоны
| Высшие военные звания                                      | Высшие военные звания    | Высшие военные звания                | Высшие военные звания                 | Высшие военные звания             | Высшие специальные звания         | Высшие специальные звания            | Высшие специальные звания       |
| ---------------------------------------------------------- | ------------------------ | ------------------------------------ | ------------------------------------- | --------------------------------- | --------------------------------- | ------------------------------------ | ------------------------------- |
| Генерал-полковник                                          | Генерал-полковник        | Генерал-полковник                    | Генерал-полковник                     | Генерал-полковник                 | Генерал-полковник полиции         | Генерал-полковник пограничной службы | Генерал-полковник юстиции       |
|                                                            |                          |                                      |                                       |                                   |                                   |                                      |                                 |
| В Азербайджанской армии и других вооруженных формированиях | В Военно-воздушных силах | В Государственной пограничной службе | В Государственной службе безопасности | В Внешней разведывательной службе | В Внешней разведывательной службе | В таможенных органах                 | В органах юстиции и прокуратуры |

У сотрудников, занимающих руководящие должность, погоны отличаются кантовкой с изображением колоса.
| Высшие военные звания                                                            | Высшие военные звания                    | Высшие военные звания                     | Высшие военные звания                 | Высшие специальные звания           |
| -------------------------------------------------------------------------------- | ---------------------------------------- | ----------------------------------------- | ------------------------------------- | ----------------------------------- |
| Генерал-полковник                                                                | Генерал-полковник                        | Генерал-полковник                         | Генерал-полковник                     | Генерал-полковник таможенной службы |
|                                                                                  |                                          |                                           |                                       |                                     |
| Руководящие должности в Азербайджанской армии и других вооруженных формированиях | Глава Государственной пограничной службы | Глава Государственной службы безопасности | Глава Внешней разведывательной службы | Председатель Таможенного Комитета   |